# Madame Bovary
Madame Bovary (hrv. Gospođa Bovary) je roman Gustava Flauberta iz 1857. godine (iste godine izlazi pjesnička zbirka Charlesa Baudelairea Cvjetovi zla koja je imala sličnu izdavačku sudbinu). Knjiga je doživjela buran uspjeh, ali je bila osuđena i proganjana zbog povrede javnog morala od strane pariškog suda za prijestupe. Oslobođena je zahvaljujući odličnom odvjetniku Senardu. 
Gospođa Bovary je remek-djelo realizma po realističnoj književnoj doktrini (studija karaktera, analiza osjećaja, izbor pojedinosti), po savršenom stilu, te po moralnoj pouci (Emma Bovary prikazuje duh cijele jedne epohe, a ne samo romantičnim tlapnjama uništenu ženu). 
Tema djela je ispraznost braka i malograđanske sredine. Isprepliću se motivi ljudske ograničenosti i osrednjosti. Izvor i građu za ovo djelo Flaubert je pronašao u nekom novinskom izvještaju koji mu je poslužio kao inspiracija (nije rijedak slučaj da književnici posežu za takvim oblikom inspiracije, npr. Dostojevski se služio sudskom kronikom). 
Vrijeme i prostor obuhvaća kronotop provincijskog gradića s gustim ljepljivim vremenom koje plazi unutar prostora. Likovi su socijalno motivirani, socijalno reprezentativni. Pripovjedač je nepristran, njegova se osobnost ne zapaža, pisac se poistovjećuje s unutarnjim svijetom likova, služi se jezikom koji reproducira riječi ili svijest određenog lika, ali to ne naglašava posebno već pripovijeda u 3. licu. 
Ovaj roman kritika često ocjenjuje kao životopis malograđanske preljubnice, epopeju provincijske bijede, a stilski kao antiromantičarski romanticizam. 
U razotkrivanju iluzija Flaubert zapravo razotkriva sebe i svoju intimu, što je najbolje izrekao rečenicom: 'Madame Bovary, to sam ja!' 

## Fabula
Charles Bovary, seoski liječnik i udovac, ženi se ljupkom djevojkom Emmom Rouault. Emma je kći imućnog seoskog gospodara. Ranu mladost i školovanje provela je u samostanu uršulinki gdje često kradom čita zabranjene romantične ljubavne romane u koje uranja svom silinom svoje mašte. 
Od braka je očekivala ostvarenje svojih romantičnih snova, sreću i mir, no ubrzo se pita:
Bože, zašto sam se udala?
Dobroćudni Charles svim svojim jednostavnim srcem ljubi Emmu i misli da mu je ljubav uzvraćena. Međutim, mlada žena vrlo brzo shvaća raskorak između svojih snova i monotone jednoličnosti svakodnevnog malograđanskog života. Njezin duh vapi za pustolovinama. 
Nakon selidbe u Yonville Emma upoznaje pristalog odvjetničkog pripravnika Léona s kojim se počinje tajno sastajati i ljubovati. Léon odlazi u Pariz, a Emma, željna ljubavnih pustolovina, predaje se novom ljubavniku – elegantnom barunu Rodolphu. Slijedi ljubavna romanca uz vatru kamina, izleti u prirodu... Potpuno zapušta Charlesa, kuću, dijete. Opsjednuta je ljubavnikom, lijepim haljinama i svojim sada uzbudljivim životom. Nagovara Rodolpha da je otme i da pobjegnu. 
U početku Rodolphe pristaje, ali joj kasnije šalje pismo u kojem objašnjava da je odustao od bijega. Emma je potpuno shrvana, doživljava slom živaca. Charles je pokušava utješiti, pokazuje potpuno razumijevanje, brine se za dijete, vraća sve dugove i ne pitajući kako su nastali. Ona ponovo živi teško podnoseći dosadu svakodnevnog života. Charles je želi razvedriti i zabaviti te je odvede u kazalište u Rouen. Tamo susretne Léona i obnovi s njim stari flert, ali kod Léona sve više raste zasićenost Emmom. Emma je upadala u sve veće dugove u težnji da ostvari svoje želje za raskoši i sjajem. 
Sav ostali svijet bio je za nju izgubljen, bez određena mjesta i kao da nije ni postojao. Što su joj, uostalom, stvari bile bliže, to više su se od njih odvraćale njene misli. Sve što ju je neposredno okruživalo, dosadno selo, glupi malograđani, osrednji život, činilo joj se izuzetkom u svijetu, pukim slučajem, koji ju je držao u svojim okovima, dok se izvan toga kruga protezala unedogled neizmjerna zemlja blaženstva i strasti.
Odlazi ponovo Rodolphu pritisnuta očajem zbog vrlo izvjesne ovrhe. Moli ga da je spasi od dugova, ali on je ponovo odbija. Emma je poražena i ponižena. Dok sudski izvršitelj popisuje stvari u kući, Emma:
Bila je tako tužna i tako mirna, u isti mah tako mila i tako povučena, da si u njenoj blizini osjećao kako te obuzima neki ledeni čar, kao što te u crkvama hvata zima od hladnoće mramora, koja se miješa s mirisom cvijeća.
Ne može prihvatiti poraz i ponovni povratak u dosadu svakodnevnog života te radije odabire bijeg u smrt. Ispija otrov i umire. 
Charles, jecajući, sav kao lud, u očaju govori svojoj umirućoj ženi: Zar nisi bila sretna? Jesam li ja možda kriv? Činio sam ipak sve što sam mogao! 
Uskoro i on umire ostavljajući iza sebe nezbrinuto dijete.